# Jean Lefebvre
Jean Lefebvre, celým jménem Jean Marcel Lefebvre (3. října 1919, Valenciennes – 9. července 2004, Marrákeš) byl francouzský herec a komik. Mezi jeho nejznámější filmové role patří ztvárnění Luciena Fougasse z 1. až 4. dílu filmů s Louis de Funèsem o četnících ze Saint-Tropez.
Přestože během svého života natočil 122 filmů, jednalo se především o divadelního herce.

## Život
Původně studoval medicínu, ale za druhé světové války byl zajat a odsouzen k smrti zastřelením.[zdroj⁠?!] Rozsudek byl skutečně vykonán, ale on svoji popravu přežil.[zdroj⁠?!] Brzy po skončení 2. světové války absolvoval konzervatoř v oboru opera, ale ta ho nelákala a tak začal studovat herectví. Po ukončení studií vystupoval hlavně v kabaretech. V roce 1952 se poprvé objevil před filmovou kamerou v muzikálu Bouquet se zpěvákem Charlesem Trenetem. Často vystupoval i s Louisem de Funesèm, který ještě v době před natočením „četníků“ nebyl komikem číslo 1, (Výhodná koupě, Gentleman z Epsomu, Jak vykrást banku), zahrál si ale i s řadou dalších známých francouzských herců.

### Rodina
Jeho rodiči byli Georges a Louise Lefebvre. Byl celkem pětkrát ženatý, měl pět dětí. První svatbu měl v roce 1950, oženil se s Michelinou Grasser. Měli spolu syna Bertranda a tři dcery. Vztah se rozpadl v roce 1962. Jean Lefebvre byl pak dvakrát ženat s Catherine Chassin-Briault (1967–1973 a 1974–1977) a měli spolu syna Pascala.
Zemřel 9. července 2004 ve věku 84 let v restauraci La Bohème v marockém Marrákeši na srdeční kolaps.

## Filmografie, výběr
- Konga Yo (1962)
- Tetované figury (1963)
- Jak vykrást banku (1963)
- Četník ze Saint Tropez (1964)
- Relax (1964)
- Četník v New Yorku (1965)
- Angelika a král (1966)
- Blázen z laboratoře 4 (1967)
- Idiot v Paříži (1967)
- Četník se žení (1968)
- Četník ve výslužbě (1970)
- Island (1972)
- Kam se poděla sedmá rota? (1973)
- Muž z Acapulca (1973)
- Návrat sedmé roty (1975)
- Vrátný od Maxima (1976)
- Situace je vážná, nikoliv však zoufalá (1976)
- Učitel zpěvu (1977)
- Sedmá rota za úplňku (1977)